# Великі Бубни
Великі Бу́бни — село в Україні, Сумській області, Роменському районі. Населення становить 1064 осіб. Входить до складу Роменської міської громади. До 2020 орган місцевого самоврядування — Великобубнівська сільська рада.

## Географія
Село Великі Бубни розташоване за 2 км від правого берега річки Ромен. На відстані 1 кілометру села Посад, Мокіївка та Заїзд. Через село протікає струмок, що пересихає. Поруч залізниця. Найближча станція Рогинці (за 4 км). На захід від села розташована гідрологічна пам'ятка природи «Криниця Свята».

## Історія
Село Великі Бубни відоме з кінця XVIII ст.
У 1783 році переселенці з Чернігівського воєводства — жителі сіл Великі і Малі Бубни, Меджери, Рогинець та інші заснували село Чернігівка (тепер селище).
1917 входить до складу УНР. З 1920 — постійна комуністична окупація.
- 1923 — створено Велико-Бубнівський район Роменської округи Полтавської губернії з центром в селі Великі Бубни[1].
- 1933 — Великобубенський район перетворений у Талалаївський район.
- 1939 — село Великі Бубни передане в новоутворену Сумську область.
- березень 2017 — православна громада села покинула УПЦ МП та перейшла до УПЦ КП[2]4
- 12 червня 2020 року, відповідно до розпорядження Кабінету Міністрів України № 723-р «Про визначення адміністративних центрів та затвердження територій територіальних громад Сумської області», село увійшло до складу Роменської міської громади[3].
- 19 липня 2020 року, в результаті адміністративно-територіальної реформи та ліквідації Роменського району(1930—2020), увійшло до складу новоутвореного Роменського району[4].

## Економіка
- Свино-товарна ферма.
- Агрофірма «Лан», ТОВ.
- Цех видобутку нафти й газу № 3 управління «Охтирканафтогаз».

## Соціальна сфера
- Школа.
- Будинок культури.

## Культура

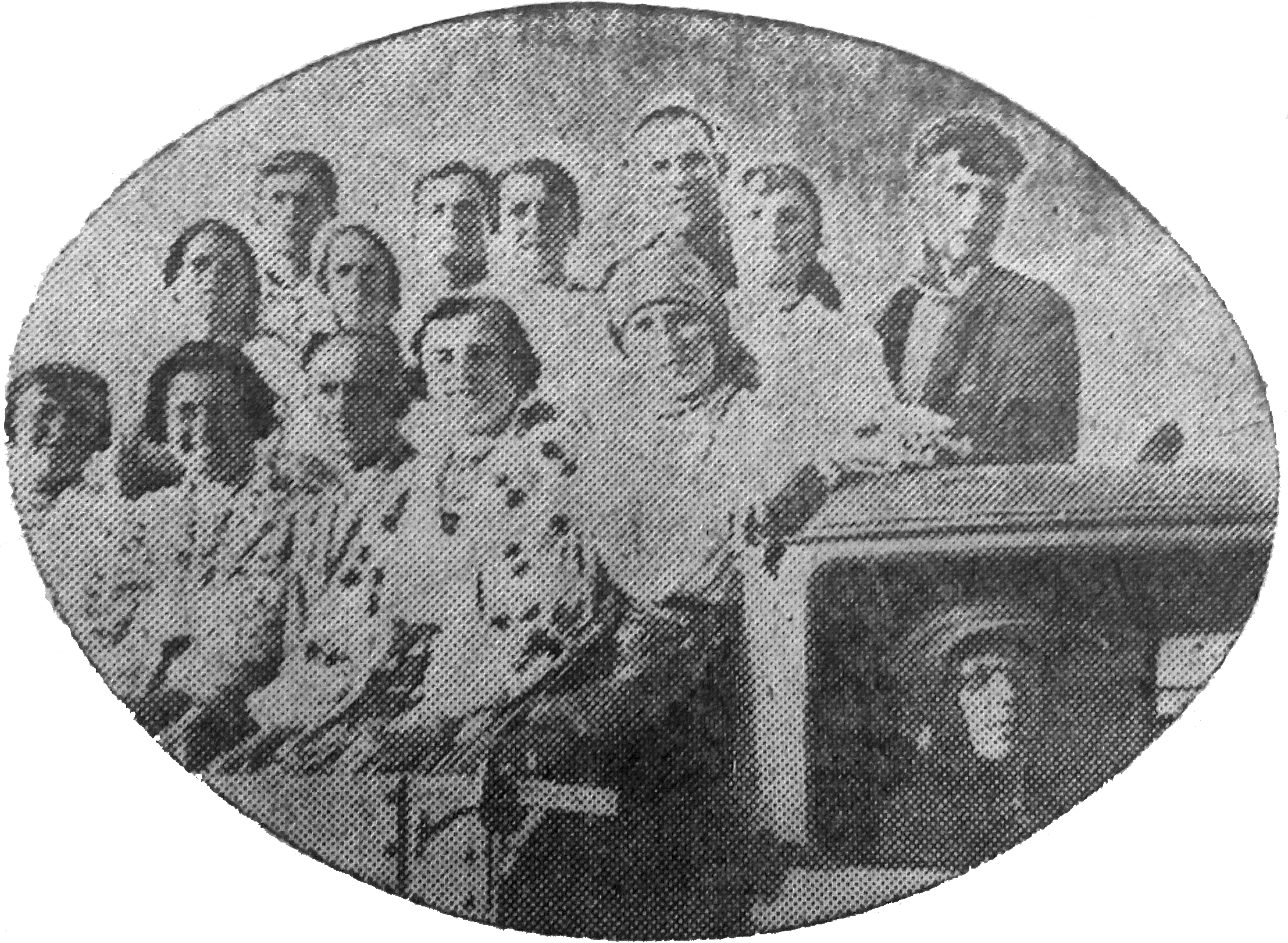
Місцевий колгоспний хор. 1936 рік

В цьому селі народилась Гуссі Стучевська (до шлюбу) — мати видатного американського драматурга, сценариста, письменника Педді Чаєфські. В 1959 році Педді Чаєфські під час своєї подорожі до СРСР відвідав зокрема і село Великі Бубни.

## Відомі люди
- Бебик Валерій Михайлович (1959) — український політолог та псевдонауковець, соціальний психолог, журналіст, кандидат психологічних наук (1990), доктор політичних наук (1996), професор (2002), тимчасовий голова Громадської ради при Міністерстві інформполітики України (2015).
- Руденко Дмитро Миколайович (1984—2014) — прапорщик Збройних сил України, учасник російсько-української війни.
- Тарханов Леонід Олександрович (1899—?) — начальник Воркутлага, полковник адміністративної служби. Згодом — Начальник Управління будівництва військово-морської бази в Порккала-Удд.